# Castello di Écaussinnes-Lalaing
Il castello di Écaussinnes-Lalaing è una rocca del XIII secolo che, anche se situata su uno sperone roccioso dominante la Sennette, si trova all'interno della giurisdizione della città di Écaussinnes, nella provincia di Hainaut, Vallonia, Belgio. Il castello è classificato come eccezionale per il patrimonio culturale della Vallonia.

## Storia
Nel 1184 Baldovino V, conte di Hainaut, costruì un primo baluardo fortificato in questa posizione strategica ai confini della contea e nei pressi del Ducato di Brabante ma la rocca come è arrivata fino a noi venne edificata solo verso la fine del XIII secolo, quando gli occupanti diventarono signori di Ecaussinnes. Verrà poi ampliata e modificata più volte, soprattutto quando passerà ai Lalaign, dai quali il nome del castello, ed ai Croÿ.

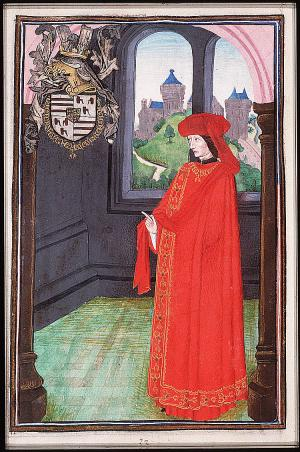
Jean II de Croÿ come Cavaliere dell'Ordine del Toson d'Oro, 1473

Nel 1357, Giovanna di Roeulx, signora di Écaussinnes, sposò Simone VII di Lalaign, da questo matrimonio il castello rimase per quasi un secolo loro sede.
Nel 1428 Maria di Lalaing, nipote di Simone VII, sposò Jean II de Croÿ, conte (poi principe) di Chimay.La roccaforte rimase ai Croÿ per secoli, perdendo il suo significato difensivo per trasformarsi gradualmente in un'accogliente residenza con Michel de Croÿ, signore de Sempy, figlio di Jean II, che trasformò il castello nella prima metà del XVI secolo. Strutturalmente si può dire che il castello odierno è quello di Michel de Croÿ.
Il palazzo venne messo in vendita successivamente da Margherita di Lalaing, moglie del conte Florent de Berlaymont, e, passando per varie famiglie, arrivò infine nel 1642 nelle mani di François Van der Burch, arcivescovo e duca di Cambrai nonché principe del Sacro Romano Impero, nelle quali rimase fino al 1854, in questo periodo venne ridecorato in stile rococò. La torre d'ingresso, in stile nettamente diverso, venne aggiunta da Antoine van der Burch.
Prosper-Louis, duca di Arenberg, acquistò il castello nel 1854. Con l'eredità lo lasciò alla nobile famiglia fiorentina degli Aldobrandini che, non essendone interessati, lo affidarono alle comunità religiose francesi in esilio in Belgio, secondo le leggi anti-religiose dei primi anni del XX secolo.
Nel 1922 il castello, molto trascurato, giaceva in pessime condizioni che ne negavcano la possibilità di vendita: il suo patrimonio  sembrava destinato a disperdersi ma Edmond Puissant, collezionista e archeologo di Mons si interessò al palazzo e lo comprò intraprendendone i lavori di restauro che portarono all'apertura del sito nel 1926.
Poco tempo dopo Adrien van der Burch, erede di François, in visita presso il castello, lo riacquistò. Senza figli, Adrien van der Burch indirizzò il suo patrimonio ad una fondazione (la Fondazione van der Burch), che ad oggi continua il suo lavoro di sviluppo della proprietà del castello.